# 恐怖の蝋人形
『恐怖の蝋人形』（きょうふのろうにんぎょう、Chamber of Horrors）は、1966年公開のアメリカ合衆国のサイコホラー映画。出演はパトリック・オニールなど。
当初はテレビ映画として撮影されたが、当時のテレビには刺激が強すぎると考えられたことから劇場公開された。上映時間を増やすために当時のスター俳優などがカメオ出演することとなり、トニー・カーティスなどが出演している。

## あらすじ
19世紀末、ボルチモアにてジェーソン・クラベットが自らの花嫁を殺す事件が発生する。アンソニー・ドラコ、ハロルド、ペペの犯罪学者3人は、クラベットを捕らえる。やがて、クラベットには絞首刑が下されるが、護送中の汽車から飛び降りて逃走する。遺体が見つからなかったことから、捜査は終了する。
その後、クラベットは自らを死刑にした者達に復讐を果たすが、ドラコへの復讐には失敗する。

## キャスト
| 役名           | 俳優                             | 日本語吹替 |
| -------------- | -------------------------------- | ---------- |
| ジェイソン     | パトリック・オニール             | 森山周一郎 |
| アンソニー     | チェザーレ・ダノーヴァ           |            |
| ハロルド       | ウィルフリッド・ハイド＝ホワイト | 外山高士   |
| マリー         | ローラ・デヴォン                 | 小原乃梨子 |
| ビビアン       | パトリス・ワイモア               |            |
| バーバラ       | スージー・パーカー               |            |
| ペペ           | ホセ・レネ・ルイズ               |            |
| マシュー       | フィリップ・ボーヌフ             |            |
| ペリーマン夫人 | ジャネット・ノーラン             |            |
| コロナ夫人     | マリー・ウィンザー               |            |
| ジム巡査部長   | ウェイン・ロジャース             |            |
| 裁判官         | ヴィントン・ヘイワース           |            |
| ロマルス       | リチャード・オブライエン         |            |
| グロリア       | インガー・ストラットン           |            |
| チュン         | ベリー・クルーガー               |            |
| ジュリアン     | トニー・カーティス               |            |
| ナレーター     | ウィリアム・コンラッド           |            |

※日本語吹替：テレビ版・初回放送1972年8月13日『日曜洋画劇場』